# Flamboyant (Esko)
Flamboyant is een lied van de Nederlandse producer en rapper Esko in samenwerking met de Nederlandse hiphopartiesten Josylvio en Jonna Fraser. Het stond in 2021 als vierde track op het album Feniks van Esko.

## Achtergrond
Flamboyant is geschreven door Stacey Walroud, Joost Theo Sylvio Yussef Abdel Galil Dowib, Jonathan Jeffrey Grando en Thijs van Egmond en geproduceerd door Thez. Het is een nummer dat past in de genres nederhop en trap. In het lied rappen de artiesten over hun zelfvertrouwen, hun extravagante levenswijzes en hun successen. 
Het is de eerste keer dat de drie artiesten tegelijkertijd op een lied te horen zijn. Wel werd er al onderling samengewerkt. Esko en Josylvio deden dit op Hey meisje, Dichterbij, Bye, bye, bye, Leugens, Vroeger en Breng mij terug. Ze herhaalden de samenwerking op 10 racks. Met Jonna Fraser had Esko de hits Money dance, Kuifje en In a way. Het was de eerste en anno 2023 enige keer dat Josylvio en Jonna Fraser met elkaar een hit hadden. 

## Hitnoteringen
Ondanks dat het lied niet als single was uitgebracht, hadden de artiesten toch bescheiden succes met het lied in Nederland. Het piekte op de 56e plaats van de Single Top 100 in de twee weken dat het in deze hitlijst te vinden was. De Top 40 en haar Tipparade werden niet bereikt.